# 부르키슈타인역
부르키슈타인역(독일어: Bahnhof Burgistein)은 스위스 베른주 부르기슈타인 시의 기차역이다. BLS AG의 표준궤 귀르베탈선의 중간 정류장이다.

## 운행편
다음 서비스는 부르키슈타인역에서 정차한다.
- 베른 S-반 S4/S44 : 툰과 부르크도르프 간 30분 운행, 부르크도르프에서 랑나우, 졸로투른 또는 주미스발트-그뤼넨까지 매시간 운행.